# Francisco Hernáiz
Francisco de Asís Hernáiz y Segura fue un militar y político venezolano del siglo XIX nacido en Puerto Rico quien alcanzó el grado de Contralmirante y ejerció como Secretario de Guerra y Marina durante los gobiernos de José Antonio Páez, José María Vargas y Carlos Soublette. Su nombre figura entre los ”próceres navales de Venezuela”.

## Vida familiar
Hijo de Ramón Hernáiz y Garizabal y de María Concepción Segura y Murrier, nació el 4 de octubre de 1797 en San Juan de Puerto Rico. Se residenció en Venezuela desde el año 1823 ingresando a las fuerzas militares de la Gran Colombia. Contrajo matrimonio con María Dolores Soublette Buroz, hija del general Carlos Soublette y de María Olaya de los Dolores Buroz y Tovar el 17 de marzo de 1830.
De esta unión matrimonial nacieron seis hijos, Francisca, Carlos, Concepción, Ramón, Manuel y Dolores Hernáiz Soublette origen de un largo número de familias caraqueñas: Parra Hernáiz (Teresa de la Parra), Parra Penzini, Duarte Parra, Hernáiz de las Casas, Hernáiz Padrón, Díaz Hernáiz, Hernáiz Pietri, Chumaceiro Díaz, Melior Díaz, Díaz Rodríguez, Hernáiz Reyna, Benítez Hernáiz, Avendaño Hernáiz, Lander Avendaño, Casanova Avendaño, Razzetti Avendaño, Pérez Avendaño, Hernáiz Sorondo, Hernáiz Berti, Hernáiz Yanes, Hernáiz Landáez, Hernáiz Arnal, Miranda Hernáiz, Barreto Hernáiz, Hernáiz Dalla Costa, Becerra Hernáiz y Pardo Becerra entre otras.

## Vida política y militar
Realizó estudios militares y náuticos en España. Luego de graduado presta servicio en México donde obtiene el grado de Teniente de fragata. Ingresó en 1823 a las Fuerzas Navales de la Gran Colombia con el grado de Teniente de navío. Fue designado para ocupar el cargo de Mayor interino del Segundo Departamento de Marina con asiento en Puerto Cabello.
Tras la disolución de la Gran Colombia, ocupa el cargo de Secretario de Guerra y Marina entre 1834 y 1835 de forma interina en el gobierno de José Antonio Páez. En 1836 cuando se produce el golpe de Estado contra José María Vargas conocido como la Revolución de las Reformas, Hernáiz forma parte de los militares conservadores que permanecen leales al gobierno. En 1836 luego de la renuncia de Vargas a la Presidencia, Hernáiz asumió como titular de la Secretaría de Guerra y Marina cargo que nuevamente ocuparía el cargo desde 1839 hasta 1841 durante el segundo gobierno de José Antonio Páez y una vez finalizado este, de manera interina en 1843.
En 1848 durante el alzamiento de Páez contra el gobierno de José Tadeo Monagas conocido como la Guerra civil venezolana de 1848-1849, Hernaíz combatió del lado paecista el cual a la postre resultó derrotado. Tras dedicarse por una década a las actividades agropecuarias en su propiedad de los Valles del Tuy, Hernáiz regresa a funciones del gobierno durante la Guerra Federal entre 1861 y 1863 al frente de la Secretaría de Guerra y Marina del gobierno de Pedro Gual y respaldando la dictadura de Páez durante la cual cumplió misiones diplomáticas ante las autoridades británicas de la isla de Trinidad. En 1864 le fue conferido por el gobierno de Juan Crisóstomo Falcón el rango de Mayor General de la Marina (Contraalmirante). Falleció en Caracas el 23 de febrero de 1866 y sus restos fueron llevados al Cementerio General del Sur de la capital venezolana .